# Kolonia Bogoria
Kolonia Bogoria – wieś sołecka w Polsce położona w województwie świętokrzyskim, w powiecie staszowskim, w gminie Bogoria.
Wieś położona wzdłuż przebiegu drogi 757; Opatów - Stopnica, około 4 km na południe od Bogorii.
W latach 1975–1998 miejscowość administracyjnie należała do województwa tarnobrzeskiego.

## Dawne części wsi – obiekty fizjograficzne
W latach 70. XX wieku przyporządkowano i opracowano spis lokalnych części integralnych dla Bogorii-Kolonii zawarty w tabeli 1.

| Nazwa wsi – miasta | Nazwy części wsi – miasta                 | Nazwy obiektów fizjograficznych – charakter obiektu |
| ------------------ | ----------------------------------------- | --- |
| I. Gromada MOSTKI  |                                           | |
| 1. Bogoria-Kolonia | 1. Góralki 2. Poręby Mosteckie 3. Strużki | 1. Brzeziny — las 2. Chojaczki — las 3. Dołek — pole 4. Góralki — pole 5. Laski — pole 6. Pod Brzeziną — pole 7. Pod Lasem — pole 8. Pod Tamtą Drogą — pole 9. Poręby Mosteckie — pole 10. Rzeka — rzeczka 11. Strużki — pole, łąka 12. Wilczy Dół — las |

## Literatura
1. Kaczmarek Leon (red. nauk. zeszytu), Taszycki Witold (red. nauk. wyd.): Urzędowe Nazwy miejscowości i obiektów fizjograficznych. 33. Powiat staszowski województwo kieleckie. Komisja ustalania nazw miejscowości i obiektów fizjograficznych (do użytku służbowego). Z: 33. Warszawa: Urząd Rady Ministrów. Biuro do Spraw Prezydiów Rad Narodowych, 1970. Brak numerów stron w książce